# Cuatresia anomala
Cuatresia anomala är en potatisväxtart som beskrevs av N.W.Sawyer och C.I.Orozco. Cuatresia anomala ingår i släktet Cuatresia, och familjen potatisväxter. Inga underarter finns listade i Catalogue of Life.